# يوليوس مارتوف
كان يولي أوسيبوفيتش تسيدرباوم (24 نوفمبر 1873 - 4 أبريل 1923)، المعروف باسم يوليوس مارتوف، ثوريًا وسياسيًا روسيًا وزعيمًا للمناشفة، فصيلٌ من حزب العمال الديمقراطي الاشتراكي الروسي . كان مارتوف أحد شركاء فلاديمير لينين قبل عام 1903، وانفصل عنه بعد الانشقاق الأيديولوجي الذي حدث في الحزب، وبعد ذلك قاد لينين الفصيل المعارض، البلاشفة.
ولد مارتوف في القسطنطينية لعائلة يهودية ناشطة سياسيًا من الطبقة الوسطى. نشأ في مدينة أوديسا واعتنق الماركسية بعد المجاعة الروسية 1891-1892. التحق مارتوف لفترة وجيزة بجامعة سانت بطرسبرغ الإمبراطورية، لكنه طُرد لاحقًا ونُفي إلى فيلنا، حيث طور أفكارًا مؤثرة حول تحريض العمال. بعد عودته إلى سانت بطرسبرغ في 1895، اشترك مارتوف مع فلاديمير لينين في تأسيس رابطة النضال من أجل تحرير الطبقة الكادحة، وبعد ثلاث سنوات في المنفى السيبيري انتقل مع لينين إلى أوروبا الغربية، حيث أصبحا عضوين نشطين في حزب العمال الديمقراطي الاشتراكي، وشاركا في تأسيس صحيفة الحزب إسكرا. في المؤتمر الثاني للحزب الديمقراطي الاشتراكي عام 1903، نشأ انقسام بين مؤيديهم، وأصبح مارتوف زعيم الفصيل المنشفي ضد البلاشفة بقيادة لينين.
بعد ثورة فبراير 1917، عاد مارتوف إلى روسيا وقاد فصيل المناشفة الذين عارضوا الحكومة المؤقتة. وبعد ثورة أكتوبر، التي وصل فيها البلاشفة إلى السلطة، دعا مارتوف إلى حكومة ائتلافية «اشتراكية بالكامل»، لكنه وجد نفسه مهمشًا سياسيًا. استمر في قيادة المناشفة وندد بالإجراءات القمعية التي اتخذتها الحكومة السوفيتية خلال الحرب الأهلية، مثل حملة الإرهاب الأحمر، بينما كان يدعم النضال ضد فصيل البيض ذو الميول اليمينية. وفي 1920، غادر مارتوف روسيا إلى ألمانيا، وحُظر فصيل المناشفة بعد عام من ذلك. توفي مارتوف بمرض السل في 1923.

## البدايات
ولد مارتوف لعائلة يهودية مثقفة وناشطة سياسيًا في القسطنطينية، التي كانت تابعة للإمبراطورية العثمانية آنذاك. كان جد مارتوف، ألكسندر أوسيبوفيتش تسيدرباوم، ناشطًا اجتماعيًا بارزًا. وفي سبعينيات القرن التاسع عشر، أسس جده أولى الدوريات في روسيا، وصدرت باللغتين العبرية واليديشية. عمل والده جوزيف ألكسندروفيتش في الجمعية الروسية للشحن والتجارة. كانت شقيقته ليديا دان زعيمة منشفية. وكان اثنان من أشقاءه الثلاثة، سيرجي وفلاديمير، من المناشفة البارزين.
في طفولته المبكرة، أسقطته مربيته وكسرت ساقه. لم تخبر المربية أحدًا بالحادث، ولم تلاحظه أسرته ذلك إلا بعد أن بدأ المشي. لم تشف ساقه بشكل صحيح وعانى من عرج دائم. لعبت هذه الإعاقة دورًا مهمًا في حياته وفي نظرة الآخرين إليه. فقد عانى من السخرية المستمرة طوال طفولته لعدم قدرته على مجاراة أقرانه الآخرين.
نشأ مارتوف في أوديسا، لكن المذبحة ضد يهود أوديسا في 1881 أجبرت العائلة على الانتقال إلى سانت بطرسبرغ. حمّلت عائلة تسيدرباوم - مثلها مثل العديد من العائلات الأخرى في ذلك الوقت - الحكومة مسؤولية هذه المذابح.
كانت عائلة تسيدرباوم يهودية، لكن الأطفال تلقوا تعليمًا علمانيًا. نشأ مارتوف في بيئة مادية، إذ كان المال أهم شيء، ونسب لاحقًا فضل تمسكه بالاشتراكية إلى نشأته. في سن المراهقة، كان معجبًا بالنارودنيين، لكن أزمة المجاعة جعلته ماركسيًا: «اتضح لي فجأة كم كانت ثوريتي بأكملها سطحية ولا أساس لها حتى ذلك الحين، وكيف تقزمت رومانسيتي السياسية الذاتية أمام مبادئ الماركسية الفلسفية والاجتماعية السامية».

## الأنشطة السياسية المبكرة والنفي
في 1891، حضر مارتوف مظاهرات في جنازة نيكولاي شيلغونوف. ألقي القبض على مارتوف في فبراير 1892 بسبب أنشطته المناهضة للقيصرية، واحتُجز في السجن حتى مايو، عندما دفع جده كفالة قدرها 300 روبل. في ذلك الخريف، التحق بجامعة سانت بطرسبرغ، وانضم إلى مجموعة ماركسية نظمها ألكسندر بوتريسوف، وطُرد منها، ثم اعتقل مرة أخرى [ديسمبر]، واحتُجز حتى مايو 1893. في فترة الحرية القصيرة هذه، حاول تنظيم فرع بطرسبرغ لمجموعة تحرير العمال. بدلًا من قبول اقتراح جده بالهجرة إلى الولايات المتحدة الأمريكية، اختار النفي لمدة عامين في فيلنا (فيلنيوس حاليًا).
أثناء إقامته في المنفى في فيلنا، قرر مارتوف وآخرون التحول من نهج تعليمي بحت إلى التركيز على التحريض. قادتهم كتلة العمال اليهود في فيلنا إلى اتخاذ قرار بتنفيذ مساعيهم باللغة اليديشية. تحدث مارتوف مع زميله الاشتراكي الديمقراطي في فيلنا، أركادي كريمر، عن الاستراتيجية التي ينطوي عليها التحريض الجماهيري، والمشاركة في الإضرابات اليهودية في العمل في منشور بعنوان عن التحريض (1895). وقد أوضح بالتفصيل أن العمال سيرون الحاجة إلى القيام بحملات سياسية أوسع نطاقًا من خلال المشاركة في الإضرابات بقيادة الاشتراكيين الديمقراطيين إذ كانت النقابات العمالية محظورة في ظل النظام القيصري، وقد أدى ذلك إلى صياغة الأيديولوجية التي أدت إلى تشكيل الجبهة اليهودية العامة، أو ما سمي بالبونديين عام 1897 في ليتوانيا وبولندا وروسيا. مع ذلك، أصبح لمارتوف في النهاية دور مواز حاسم مع لينين في معارضة البونديين لأنهم لن يعترفوا بهم كفصيل مستقل داخل حزب العمال الديمقراطي الاشتراكي الروسي.

## روابط خارجية
- يوليوس مارتوف على موقع الموسوعة البريطانية (الإنجليزية)